# Hixkaryanes
Els hixkaryanes (també coneguts com a hixkarianes) són un poble indígena del Brasil, als estats d'Amazones i de Pará. La població es compon de diversos subgrups que actualment viuen a la vall del riu Nhamundá (Amazones i Pará) i el Jatapu mitjà (riu Amazones), inclosos el Kamarayana, l'Hixkaryana, el Yukwarayana, el Karahawyana, el Xowyana, el Kaxuyana (grup que es va fusionar amb la comunitat dels tiriyós durant la dècada de 1950) i el Karara (el 2002 només hi havia dos Karara al poble de Jutai, a la terra indígena de Nhamundá-Mapuera). Amb una població total de 1.242 persones, parlen una llengua de la família lingüística carib.